# رودي ويدودو
رودي ويدودو (بالإندونيسية: Rudi Widodo)‏ (13 يوليو 1983 في إندونيسيا - ) هو لاعب كرة قدم إندونيسي في مركز الهجوم. شارك مع منتخب إندونيسيا لكرة القدم. أما مع النوادي، فقد لعب مع برسيبو بوجونيغورو ونادي سريويجايا ومادورا يونايتد وPersela Lamongan ‏ وPSS Sleman ‏ وPersiter Ternate ‏ وPersis Solo ‏ وPersiku Kudus ‏.

## وصلات خارجية
- رودي ويدودو على موقع قاعدة بيانات كرة القدم.إي يو (الإنجليزية)
- رودي ويدودو على موقع ناشيونال فوتبول تيمز (الإنجليزية)